# エルナニ・ジョゼ・ダ・ロサ
エルナニ（Hernâni）ことエルナニ・ジョゼ・ダ・ロサ（ポルトガル語: Hernâni José da Rosa、ポルトガル語発音: [eɾˈnɐ̃ɲi ʒʊˈzɛ dɐ ˈʁɔzɐ]、1984年2月3日 - ）は、ブラジル出身でポーランドに帰化した元サッカー選手。現役時代のポジションはDF。

## クラブ歴
2003年にグールニク・ザブジェに加入。2005年にコロナ・キェルツェに移籍した。2011年7月にウェストハム・ユナイテッドFCのトライアルに参加した。2012年にMKSポゴニ・シュチェチンに移籍、2015年まで所属した。

## 個人
2011年1月27日にポーランドに帰化した。